# بيتر كيرن (سياسي)
بيتر كيرن (بالإنجليزية: Peter Kern)‏ هو شخصية أعمال وسياسي أمريكي، ولد في 31 أكتوبر 1835 في ألمانيا، وتوفي في 28 أكتوبر 1907 بنوكسفيل في الولايات المتحدة.